# Марков, Владимир Несторов
Владимир Несторов Марков (22 октября 1883, Велико-Тырново — 23 августа 1962, София, Болгария) — болгарский микробиолог, действительный член Болгарской академии наук (с 1952).

## Биография
Родился 22 октября 1883 года в Велико-Тырнове в семье общественного деятеля, педагога и политика Нестора Маркова. Вскоре после его рождения семья переехала в Германию, где Владимир закончил в 1908 году в Берлине Ветеринарный медицинский институт. Являлся специалистом[уточнить] в области микробиологии и серологии в институте инфекционных болезней имени Роберта Коха в Берлине. В 1923 году Владимир Марков решает вновь переехать в Болгарию, где с 1923 по 1958 год занимал должность заведующего кафедры микробиологии и серологии в Высшем медицинском институте в Софии, при этом с 1929 года являлся также профессором. С 1958 года вышел на пенсию, при этом оставаясь членом различных научных обществ.
Скончался Владимир Марков 23 августа 1962 года в Софии.

## Научные работы
Основные научные работы посвящены микробиологии и иммунологии.
- 1950 — Микроорганизмите в служба на живота (София).
- 1961 — Страницы из моя живот (София).

## Членство в обществах
- Почётный доктор СофГУ.
- Член-корреспондент Германского общества микробиологов (с 1939).
- Член Международной комиссии по микробиологической номенклатуре (с 1937)
- Член Международной микробиологической ассоциации (с 1937).

## Награды и премии
- 1950 — Димитровская премия НРБ.

## Список использованной литературы
- 1963—1969 — Кратка Българска Энциклопедия: В 5 томах. (София).
- 1984 — Биологи. Биографический справочник